# John Cheke
Sir John Cheke (16 giugno 1514 – Londra, 13 settembre 1557) era un professore inglese di greco all'Università di Cambridge.

## Biografia
Figlio di Peter Cheke, custode all'Università di Cambridge, studiò al St John's College di Cambridge dove si diplomò nel 1529. Qui adottò i principi della Riforma protestante. Si farà notare dal re per il suo apprendimento e nel 1540 su richiesta di Enrico VIII d'Inghilterra avrà la cattedra di greco all'Università di Cambridge. Tra i suoi allievi vi furono William Cecil, Lord Burghley che più tardi sposò la sorella Mary Cheke e Roger Ascham, il quale avrà il punteggio più alto da Cheke. Insieme a Sir Thomas Smith introdusse un nuovo metodo di pronuncia del greco molto simile a quello comunemente usato in Inghilterra nel XIX secolo. Si oppose strenuamente al metodo continentale, che prevale nell'Università, e al vescovo Stephen Gardiner, cancelliere dell'Università, che tra l'altro emise un decreto contro di lui (giugno 1542), ma alla fine Cheke trionfò.
Il 10 luglio del 1544 divenne tutor di formazione del futuro re Edoardo VI per insegnargli la scrittura, la filosofia e le libere scienze (BL, Cotton MS Nero C.x, fol. 11r). Benché le fonti riportino l'anno 1554, ciò è impossibile, poiché in tale data Edoardo era già morto. Quando il suo allievo ascese al trono continuò a mantenere il suo ruolo. Cheke è stato attivo nella vita pubblica, fu parlamentare nel 1547 e negli anni 1552-1553, prevosto del Collegio del Re (1º aprile 1548), uno dei commissari per la visita all'Università di Oxford e al Collegio di Eton, e fu convocato con sette teologi ad elaborare un corpo di leggi per il governo della Chiesa. L'11 ottobre 1551 fu nominato cavaliere, nel giugno 1553 fu nominato uno dei segretari di stato e si unì al Consiglio Privato di Sua Maestà.
Il suo zelo per il protestantesimo lo portò a seguire il duca di Northumberland e fu Segretario di Stato di Lady Jane Grey, durante il suo regno di nove giorni. Successivamente, Maria I d'Inghilterra lo rinchiuse nella Torre di Londra (27 luglio 1553) confiscando i suoi beni. Ebbe, tuttavia, il 3 settembre 1554 il permesso di andare all'estero. Andò prima a Basilea, poi visitò l'Italia, tenendo conferenze in greco a Padova, dove intrattenne Sir Philip Hoby. Si stabilì definitivamente a Strasburgo, continuando a insegnare il greco.
Nella primavera del 1556 si recò a Bruxelles per vedere sua moglie, ma sulla via del ritorno, tra Bruxelles e Anversa, lui e Sir Peter Carew furono sequestrati (15 maggio), per ordine di Filippo II di Spagna, il quale li spedì in Inghilterra dove furono imprigionati nella torre. Cheke fu visitato da due sacerdoti e dal dottor John Feckenham, decano della cattedrale di Saint Paul, che aveva già provato a convertirlo al cattolicesimo, e terrorizzato dal fatto di essere bruciato sul rogo, accettò di essere accolto nella Chiesa di Roma dal cardinale Pole. Per la vergogna, non sopravvisse a lungo, infatti morì a Londra. Nel 1547 Cheke aveva sposato Maria, figlia di Richard Hill, sergente della cantina di Enrico VIII, che gli diede tre figli.
La biografia di Cheke fu scritta da John Strype nel 1705.